# Hansa-Brandenburg

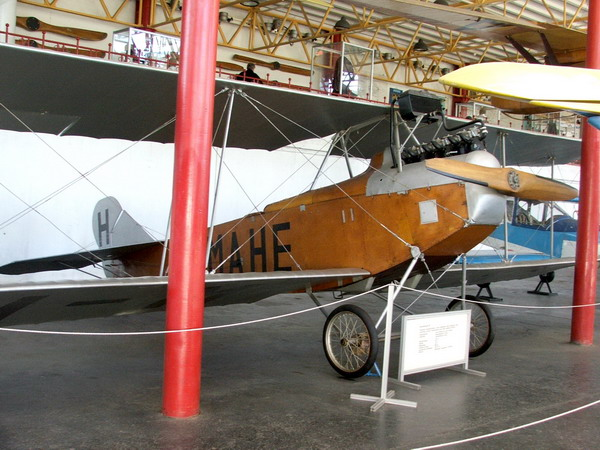
Hansa-Brandenburg B.I

Hansa-Brandenburg, voluit Hansa und Brandenburgische Flugzeugwerke, was een Duitse vliegtuigbouwer die in de Eerste Wereldoorlog actief was.
In mei 1914 ontstond Hansa-Brandenburg toen Camillo Castiglioni, een Oostenrijkse bankier, de Brandenburgische Flugzeugwerke kocht. Castiglioni verplaatste daarna de fabriek van Libau naar Brandenburg an der Havel. Ernst Heinkel werd aangenomen als hoofdontwerper. In de herfst van 1915 werd het Duitslands grootste vliegtuigfabrikant, met een kapitaal van 1.500.000 Duitse mark, 1000 werknemers en nog twee andere fabrieken in Rummelsburg, Berlijn en Wandsbech, Hamburg.
Ondanks dat de productie plaatsvond in Duitsland werden de meeste toestellen afgenomen door het Oostenrijk-Hongaarse leger. Het bedrijf stond bekend om zijn succesvolle series van water- en verkenningsvliegtuigen. Hansa-Brandenburg overleefde de markt na de Eerste Wereldoorlog niet en moest in 1919 zijn productie stoppen. Verschillende toestellen bleven in productie in andere landen. Van Berkel in Nederland bouwde ook tientallen toestellen in licentie in de periode 1918-1921.

## Lijst van vliegtuigen
- Hansa-Brandenburg B.I (D en FD in de administratie van Hansa-Brandenburg)
- Hansa-Brandenburg C.I
- Hansa-Brandenburg C.II
- Hansa-Brandenburg W.12, ook in licentie gebouwd in Nederland door Van Berkel met aanduiding W-A